# چانگ سان-چنگ
چانگ سان-چنگ (چینی: 張善政؛ زادهٔ ۲۴ ژوئن ۱۹۵۴) یک سیاست‌مدار اهل تایوان که از ۱ فوریه ۲۰۱۶ تا ۲۰ مه ۲۰۱۶ نخست‌وزیر این کشور بود.